# روضة المعارف (مجلة)
روضة المعارف هي مجلَّة مدرسية شهرية، أسَّستها مدرسة روضة المعارف الوطنية في القدس سنة 1922.
كان مدير إدارتها هو الأستاذ فايز يونس الحسيني، وبمساعدة معلمين آخرين، أما محرِّروها، فكانت تُسمَّى باللجنة العلمية لتلاميذ مدرسة روضة المعارف الوطنية.
صدر العدد الأول منها في يناير (كانون الثاني) عام 1922، وطُبع بمطبعة الصَّباح، ثم في مطبعة دار الأيتام بالقدس.
تبنَّت المجلَّة شعار "طلب العلم فريضة على كل مسلم ومسلمة".
وفي سبيل ذلك، نشرت المجلة في العدد الصادر في كانون الأول من عام 1932 (السنة الخامسة) ولأول مرَّة مقالة لفتاة مسلمة عن الأخلاق، وكان ذلك تشجيعًا للفتاة العربية.
هدفت المجلة إلى نشر أخبار العالم وأشياءَ أُخرى تساعد الطالب والمعلِّم، وكانت هذه المجلة من المجلات القومية العربية التي عملت على تهذيب الجيل المسلم بروح قومية عربية.